# ناحیه ون بیورن، شهرستان گرانت، ایندیانا
ناحیه ون بیورن، شهرستان گرانت، ایندیانا (به انگلیسی: Van Buren Township, Grant County, Indiana) یک سکونتگاه مسکونی در ایالات متحده آمریکا است که در شهرستان گرانت، ایندیانا واقع شده‌است.

## خصوصیات
ناحیه ون بیورن ۱٬۹۳۴ نفر جمعیت دارد و ۲۵۷ متر بالاتر از سطح دریا واقع شده‌است.